# Episodi di The Forgotten
La prima e unica stagione della serie televisiva The Forgotten è andata in onda negli Stati Uniti sul canale ABC dal 22 settembre 2009 al 9 marzo 2010.
In Italia, la prima stagione è trasmessa dal 3 marzo 2010 al 15 giugno 2010 ogni mercoledì sul canale pay Joi, della piattaforma Mediaset Premium, con un episodio a settimana.
| nº | Titolo originale | Titolo italiano            | Prima TV USA      | Prima TV Italia |
| -- | ---------------- | -------------------------- | ----------------- | --------------- |
| 1  | Pilot            | Doppia identità            | 22 settembre 2009 | 3 marzo 2010    |
| 2  | Diamond Jane     | Il diamante di Allison     | 29 settembre 2009 | 10 marzo 2010   |
| 3  | Football John    | Maestro di vita            | 6 ottobre 2009    | 17 marzo 2010   |
| 4  | Parachute Jane   | Sconosciuta paracadutata   | 13 ottobre 2009   | 24 marzo 2010   |
| 5  | River John       | Il cadavere del fiume      | 20 ottobre 2009   | 31 marzo 2010   |
| 6  | Canine John      | Diventare adulti           | 27 ottobre 2009   | 7 aprile 2010   |
| 7  | Railroad Jane    | Fuggire dal passato        | 3 novembre 2009   | 14 aprile 2010  |
| 8  | Prisoner Jane    | La verità di Ashley        | 17 novembre 2009  | 21 aprile 2010  |
| 9  | Lucky John       | Sfidare la sorte           | 1º dicembre 2009  | 28 aprile 2010  |
| 10 | Double Doe       | Doppio omicidio            | 5 gennaio 2010    | 5 maggio 2010   |
| 11 | Patient John     | Ricongiungimento familiare | 12 gennaio 2010   | 12 maggio 2010  |
| 12 | My John          | Il figliol prodigo         | 9 febbraio 2010   | 19 maggio 2010  |
| 13 | Mama Jane        | Desiderio di maternità     | 16 febbraio 2010  | 26 maggio 2010  |
| 14 | Train Jane       | Fuori controllo            | 23 febbraio 2010  | 2 giugno 2010   |
| 15 | Designer Jane    | Stilista sconosciuta       | 3 luglio 2010     | 2 giugno 2010   |
| 16 | Living Doe       | Amnesia                    | 3 luglio 2010     | 9 giugno 2010   |
| 17 | Donovan Doe      | Caccia al tesoro           | 9 marzo 2010      | 9 giugno 2010   |